# دائرة قادرية
دائرة قادرية هي إحدى دوائر ولاية البويرة الجزائرية ومقرها قادرية، وتضم البلديات التالية:
- قادرية
- عمر
- الجباحية

## مواضيع ذات صلة
- دوائر ولاية البويرة
- بلديات ولاية البويرة